# 데니스 슈뢰더
데니스 마이크 슈뢰더(독일어: Dennis Mike Schröder, 독일어 발음: [ˈdɛnɪs ˈʃʀøːdɐ], 1993년 9월 15일~)는 독일의 농구 선수로 포지션은 포인트 가드이다. 현재 미국 전미 농구 협회(NBA)의 새크라멘토 킹스 소속으로 뛰고 있다. 
독일인 아버지와 감비아인 어머니 사이에서 태어났다. 독일의 팬텀스 브라운슈바이크 소속으로 선수 생활을 시작했으며 2013년 NBA 드래프트 1라운드에서 애틀랜타 호크스의 지명을 받았다. 같은 해에 호크스에 입단하면서 NBA 경력을 시작했으며 5시즌을 뛰었다. 이후 오클라호마시티 선더, 로스앤젤레스 레이커스, 보스턴 셀틱스, 휴스턴 로키츠, 토론토 랩터스, 브루클린 네츠, 골든스테이트 워리어스에서 활동했다.
독일 농구 국가대표팀의 일원이며 농구 월드컵 2회, 유로바스켓 3회 출전했다. 특히 2023년 FIBA 농구 월드컵 당시 독일팀의 사상 최초 우승에 공헌했으며 대회 최우수 선수로 선정되었다.

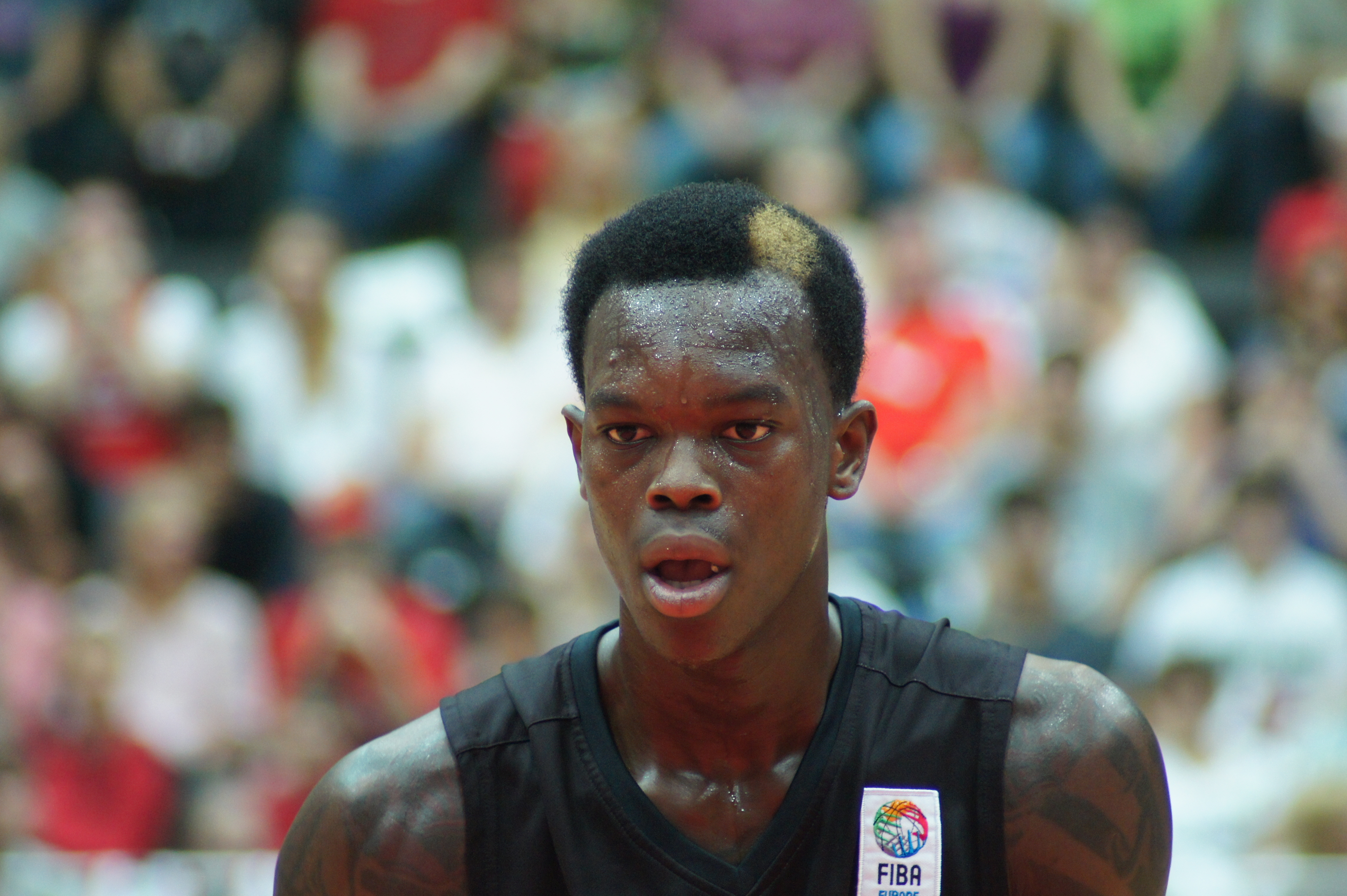
오스트리아와의 2015년 유로바스켓 예선 경기 당시의 슈뢰더(2014년)

## 경력 통계

### NBA

#### 정규 시즌
| 시즌    | 팀       | 경기 | 선발 | 출장시간 | 야투% | 3점슛% | 자유투% | 리바운드 | 어시스트 | 스틸 | 블록 | 득점 |
| ------- | -------- | ---- | ---- | -------- | ----- | ------ | ------- | -------- | -------- | ---- | ---- | ---- |
| 2013–14 | 애틀랜타 | 49   | 0    | 13.1     | .383  | .238   | .674    | 1.2      | 1.9      | .3   | .0   | 3.7  |
| 경력    |          | 49   | 0    | 13.1     | .383  | .238   | .674    | 1.2      | 1.9      | .3   | .0   | 3.7  |

#### 플레이오프
| 시즌 | 팀       | 경기 | 선발 | 출장시간 | 야투% | 3점슛% | 자유투% | 리바운드 | 어시스트 | 스틸 | 블록 | 득점 |
| ---- | -------- | ---- | ---- | -------- | ----- | ------ | ------- | -------- | -------- | ---- | ---- | ---- |
| 2014 | 애틀랜타 | 2    | 0    | 3.5      | 1.000 | 1.000  | .000    | 1.0      | .0       | .0   | .0   | 2.5  |
| 경력 |          | 2    | 0    | 3.5      | 1.000 | 1.000  | .000    | 1.0      | .0       | .0   | .0   | 2.5  |